# Montagnula rhodophaea
Montagnula rhodophaea är en svampart som först beskrevs av Bizz., och fick sitt nu gällande namn av Leuchtm. 1984. Montagnula rhodophaea ingår i släktet Montagnula och familjen Montagnulaceae.   Inga underarter finns listade i Catalogue of Life.